# Arcieparchia di Beirut degli Armeni
L'arcieparchia di Beirut degli Armeni (in latino Archieparchia Berytensis Armenorum) è una sede della Chiesa armeno-cattolica in Libano, sede propria del patriarca di Cilicia degli armeni. Nel 2022 contava 10.400 battezzati. È retta dal patriarca Raphaël Bedros XXI Minassian, I.C.P.B.

## Territorio
L'arcieparchia estende la sua giurisdizione su tutti i fedeli armeno-cattolici del Libano.
Sede arcieparchiale è la città di Beirut, dove si trova la cattedrale dei Santi Elia e Gregorio Illuminatore, fatta costruire dal patriarca Krikor Bedros XV Aghagianian. L'ex cattedrale è la chiesa di Nostra Signora Assunta a Bzoummar, all'interno della residenza patriarcale.
Il territorio è suddiviso in 7 parrocchie, nelle seguenti località: Beirut (2), Bourj Hammoud, Bzoummar, Zalka, Anjar, Zahle.

## Storia
Le persecuzioni inflitte ai cristiani dell'Anatolia durante la prima guerra mondiale e nei difficili anni seguenti alla nascita dell'odierna Turchia portarono decine di migliaia di profughi cristiani a fuggire verso la Siria ed il Libano. Fra questi diverse migliaia di armeni cattolici.
Da maggio a luglio del 1928 i vescovi armeni sopravvissuti al genocidio si riunirono a Roma, sotto la presidenza del cardinale Luigi Sincero, segretario della Congregazione per le Chiese Orientali, per riorganizzare la Chiesa armeno-cattolica. Fra le diverse deliberazioni, ci fu la decisione, sancita dal decreto del 23 giugno, di trasferire la residenza patriarcale da Costantinopoli al monastero di Bzoummar presso Beirut.
L'arcieparchia fu eretta il 25 gennaio 1929 con il breve Litteris apostolicis di papa Pio XI, come sede propria del patriarca di Cilicia degli Armeni. Questi governa la sua arcieparchia tramite un vicario patriarcale.

## Cronotassi dei vescovi
Si omettono i periodi di sede vacante non superiori ai 2 anni o non storicamente accertati.
- Boghos Bedros XIII Terzian † (25 gennaio 1929 - 15 dicembre 1931 deceduto)
- Avedis Bedros XIV Arpiarian † (17 ottobre 1931 - 26 ottobre 1937 deceduto)
- Krikor Bedros XV Aghagianian † (30 novembre 1937 - 25 agosto 1962 dimesso)
- Iknadios Bedros XVI Batanian † (4 settembre 1962 - 1976 ritirato)
- Hemaiag Bedros XVII Guedikian † (3 luglio 1976 - 30 maggio 1982 ritirato)
- Hovhannes Bedros XVIII Kasparian, I.C.P.B. † (5 agosto 1982 - 28 novembre 1998 ritirato)
- Nerses Bedros XIX Tarmouni † (7 ottobre 1999 - 25 giugno 2015 deceduto)
- Krikor Bedros XX Ghabroyan, I.C.P.B. † (25 luglio 2015 - 25 maggio 2021 deceduto)
- Raphaël Bedros XXI Minassian, I.C.P.B., dal 23 settembre 2021

## Statistiche
L'arcieparchia nel 2022 contava 10.400 battezzati.
| anno | popolazione | popolazione | popolazione | presbiteri | presbiteri | presbiteri | presbiteri                | diaconi | religiosi | religiosi | parrocchie |
| anno | battezzati  | totale      | %           | numero     | secolari   | regolari   | battezzati per presbitero | diaconi | uomini    | donne     | parrocchie |
| ---- | ----------- | ----------- | ----------- | ---------- | ---------- | ---------- | ------------------------- | ------- | --------- | --------- | ---------- |
| 1970 | ?           | 23.346      | ?           | 54         | 27         | 27         | ?                         |         | 27        | 52        | 8          |
| 1980 | 28.130      | ?           | ?           | 25         | 5          | 20         | 1.125                     |         | 20        | 50        | 10         |
| 1990 | 15.000      | ?           | ?           | 20         | 2          | 18         | 750                       |         | 18        | 46        | 12         |
| 1999 | 12.000      | ?           | ?           | 17         | 2          | 15         | 705                       | 1       | 15        | 28        | 11         |
| 2000 | 12.000      | ?           | ?           | 18         | 2          | 16         | 666                       | 1       | 22        | 30        | 11         |
| 2003 | 10.400      | ?           | ?           | 19         | 1          | 18         | 547                       | 1       | 27        | 30        | 7          |
| 2004 | 10.000      | ?           | ?           | 20         | 1          | 19         | 500                       | 1       | 31        | 33        | 7          |
| 2009 | 12.000      | ?           | ?           | 21         | 4          | 17         | 571                       | 1       | 30        | 27        | 7          |
| 2012 | 12.000      | ?           | ?           | 18         | 5          | 13         | 666                       | 2       | 27        | 19        | 7          |
| 2015 | 12.500      | ?           | ?           | 22         | 5          | 17         | 568                       | 2       | 30        | 19        | 7          |
| 2018 | 12.500      | ?           | ?           | 20         | 6          | 14         | 625                       | 2       | 26        | 16        | 7          |
| 2020 | 10.460      | ?           | ?           | 18         | 6          | 12         | 581                       | 2       | 21        | 20        | 7          |
| 2022 | 10.400      | ?           | ?           | 18         | 6          | 12         | 577                       | 2       | 21        | 20        | 7          |